# Princess Erika
Princess Erika (* 5. April 1964 in Paris als Erika Dobong'na) ist eine französische Sängerin und Schauspielerin, die vor allem mit Ragga-Musik bekannt wurde.

## Leben
Princess Erika wurde in Paris als Kind kamerunischer Eltern geboren. Ihre Mutter ist die Schriftstellerin Marie-Claire Matip und ihre Schwester Estha Divine (Geburtsname Esther Dobong'Na Essiene) ist ebenfalls Sängerin. Als Jugendliche war Erika in der Leichtathletik aktiv und betätigte sich im Hürdenlauf und Weitsprung.
Princess Erika ist Mutter zweier Kinder.

## Musikalische Karriere
Princess Erika begann ihre musikalische Laufbahn 1982 in verschiedenen Bands und trat zum ersten Mal ins Rampenlicht, als sie mit Dee Nasty im Pariser Bataclan auftrat. Darauf wurde sie Mitglied der Musikorganisation Universal Zulu Nation.
1988 hatte sie mit dem selbstverfassten Lied Trop de bla-bla ihren ersten Plattenerfolg. Das Lied ist eine Anklage gegen häusliche Gewalt, die Princess Erika ihren Platz im französischen Ragga verschaffte. In der Folge war sie als Backgroundsängerin bei Jean-Louis Aubert aktiv und hatte erste Auftritte in Film und Fernsehen. 1992 veröffentlichte sie ihr erstes Album.
In den neunziger Jahren hatte sie weitere Hits wie Faut qu’j’travaille und nahm an den Veranstaltungen der Enfoirés teil. 2000 gründete sie den Verein Les Voix de l'espoir (Die Stimmen der Hoffnung), dem zahlreiche Künstlerinnen wie Dee Dee Bridgewater, Jocelyne Béroard oder Lââm angehörten. 2021 trat sie gemeinsam mit Didier Sustrac als Duo Langue de bois auf.

## Weitere Aktivitäten
Als Schauspielerin war Princess Erika in Theater-, Fernseh- und Kinoauftritten zu sehen, unter anderem von 2002 bis 2005 in Eve Enslers Vagina-Monologen.
Neben ihren Auftritten bei den Enfoirés zugunsten der Restos  du Cœur engagierte sie sich für soziale Einrichtungen wie La Chaîne de l'espoir.
Im März 2022 erklärte sie ihre Unterstützung im französischen Präsidentschaftswahlkampf für Jean-Luc Mélenchon.

## Diskografie

### Alben
- 1992 Princess Erika
- 1995 D'origine
- 1999 Tant qu'il y aura
- 2005 À l'épreuve du temps
- 2011 Juste Erika
- 2022 J'suis pas une sainte
- 2024 Oh mama

### Singles
- 1988 Trop de bla-bla - #39 in Frankreich[6]
- 1989 Tendress
- 1992 Calomnie
- 1995 Faut qu'j'travaille - #15 in Frankreich, #38 in Belgien (Wallonien)[6]
- 1996 C'est ma vie
- 1997 Les hommes sont des femmes comme les autres (mit Marc Lavoine)
- 1998 Mélangeons-nous (Soundtrack des Films Charité biz'ness von Thierry Barthes)
- 1999 Nouvelle Génération
- 1999 Stop
- 2005 Je dois partir
- 2011 On s'en va
- 2011 Tourne
- 2014 Sur la route du reggae
- 2018 Délivrée
- 2019 L'Amour illimité mit Diana King
- 2021 Langue de bois avec Didier Sustrac

## Theater, Film, Fernsehen und Radio (Auswahl)
- 1990 Maman von Romain Goupil (Film)
- 1998 Charité biz'ness von Thierry Barthes (Film)
- 2002 bis 2005 Les Monologues du vagain von Eve Ensler (Theater)
- 2003 Les Marins perdus von Claire Devers (Film)
- 2006 bis 2013 Camping Paradis (Fernsehen)
- 2008 Cinq Sœurs (Fernsehen)
- 2011 bis 2014 Les grosses têtes (Radio)
- 2018 Access (Fernsehen)
- 2022 Le Meilleur d’entre nous (Miniserie, Fernsehen)
- 2023 Ich Capitano von Matteo Garrone (Film)